# Diskografie G-Eazyho
Toto je seznam doposud vydané diskografie amerického rappera G-Eazyho.

## Alba

### Studiová alba
| Název                                                                                   | Detaily o albu                                             | Umístění v hitparádách | Umístění v hitparádách | Umístění v hitparádách | Umístění v hitparádách | Umístění v hitparádách | Umístění v hitparádách | Umístění v hitparádách | Umístění v hitparádách | Umístění v hitparádách | Umístění v hitparádách | Prodeje       | Certifikace                                      |
| Název                                                                                   | Detaily o albu                                             | US                     | US R&B /HH             | US Rap                 | AUS                    | BEL (FL)               | CAN                    | NLD                    | NZ                     | SWI                    | UK                     | Prodeje       | Certifikace                                      |
| --------------------------------------------------------------------------------------- | ---------------------------------------------------------- | ---------------------- | ---------------------- | ---------------------- | ---------------------- | ---------------------- | ---------------------- | ---------------------- | ---------------------- | ---------------------- | ---------------------- | ------------- | ------------------------------------------------ |
| The Epidemic                                                                            | - Vydáno: 10. července 2008 - Vydavatelství: žádné         | —                      | —                      | —                      | —                      | —                      | —                      | —                      | —                      | —                      | —                      |               |                                                  |
| Must Be Nice                                                                            | - Vydáno: 26. září 2012 - Vydavatelství: žádné             | —                      | 33                     | —                      | —                      | —                      | —                      | —                      | —                      | —                      | —                      |               |                                                  |
| These Things Happen                                                                     | - Vydáno: 23. června 2014 - Vydavatelství: BPG, RVG, RCA   | 3                      | 1                      | 1                      | 98                     | —                      | 15                     | —                      | 38                     | —                      | 171                    | - US: 250,000 | - RIAA: Platinum - MC: Gold                      |
| When It's Dark Out                                                                      | - Vydáno: 4. prosince 2015 - Vydavatelství: BPG, RVG, RCA  | 5                      | 1                      | 1                      | 36                     | 140                    | 8                      | 79                     | 34                     | 32                     | 62                     |               | - RIAA: 2× Platinum - BPI: Silver - MC: Platinum |
| The Beautiful & Damned                                                                  | - Vydáno: 15. prosince 2017 - Vydavatelství: BPG, RVG, RCA | 3                      | 1                      | 1                      | 38                     | 87                     | 4                      | 24                     | 25                     | 38                     | 76                     | - US: 68,000  | - RIAA: Platinum - MC: Platinum                  |
| These Things Happen Too                                                                 | - Vydáno: 24. září 2021 - Vydavatelství: BPG, RVG, RCA     | 19                     | 12                     | 11                     | —                      | —                      | 15                     | 88                     | 34                     | 50                     | —                      | - CAN: 40,000 | - MC: Gold                                       |
| Freak Show                                                                              | - Vydáno: 21. června 2024 - Vydavatelství: BPG, RVG, RCA   | —                      | —                      | —                      | —                      | —                      | —                      | —                      | —                      | —                      | —                      |               |                                                  |
| Helium                                                                                  | - Vydáno: 23. května 2025 - Vydavatelství: BPG, RVG, RCA   | —                      | —                      | —                      | —                      | —                      | —                      | —                      | —                      | —                      | —                      |               |                                                  |
| "—" značí, že se nahrávka neumístila v hitparádách nebo v tomto území ani nebyla vydána |                                                            |                        |                        |                        |                        |                        |                        |                        |                        |                        |                        |               |                                                  |

### Kompilační alba
| Název                     | Detaily                                                  | Umístění v hitparádách |
| Název                     | Detaily                                                  | US                     |
| ------------------------- | -------------------------------------------------------- | ---------------------- |
| Everything's Strange Here | - Vydáno: 26. června 2020 - Vydavatelství: BPG, RVG, RCA | 143                    |

### Mixtapy
| Název                | Detaily                                            |
| -------------------- | -------------------------------------------------- |
| The Tipping Point    | - Vydáno: 28. července 2008 - Vydavatelství: žádné |
| Sikkis on the Planet | - Vydáno: 2009 - Vydavatelství: žádné              |
| Quarantine           | - Vydáno: 2009 - Vydavatelství: žádné              |
| Big                  | - Vydáno: 20. dubna 2010 - Vydavatelství: žádné    |
| The Outsider         | - Vydáno: 31. března 2011 - Vydavatelství: žádné   |
| The Endless Summer   | - Vydáno: 9. srpna 2011 - Vydavatelství: žádné     |

## Extended play
| Fresh                                                                                   | - Vydáno: 4. března 2008 - Vydavatelství: žádné                                         | —  | —  | —  | —  | —  |
| Nose Goes (se Swiss Chriss)                                                             | - Vydáno: 2011 - Vydavatelství: žádné                                                   | —  | —  | —  | —  | —  |
| Must Be Twice (s Christoph Andersson)                                                   | - Vydáno: 2013 - Vydavatelství: žádné                                                   | —  | —  | —  | —  | —  |
| These Things Also Happened (s Christoph Andersson)                                      | - Vydáno: 2014 - Vydavatelství: žádné                                                   | —  | —  | —  | —  | —  |
| Step Brothers (s Carnage)                                                               | - Vydáno: 31. března 2017 - Vydavatelství: BPG, RVG, RCA, Heavyweight Records           | 81 | —  | —  | —  | —  |
| Nothing Wrong                                                                           | - Vydáno: 2. srpna 2017 - Vydavatelství: BPG, RVG, RCA                                  | —  | —  | —  | —  | —  |
| The Vault                                                                               | - Vydáno: 24. května 2018 - Vydavatelství: BPG, RVG, RCA                                | —  | —  | —  | —  | —  |
| B-Sides                                                                                 | - Vydány: 25. června 2019, 22. srpna 2019, 19. září 2019 - Vydavatelství: BPG, RVG, RCA | —  | —  | —  | —  | —  |
| Scary Nights                                                                            | - Vydáno: 18. října 2019 - Vydavatelství: BPG, RVG, RCA                                 | 27 | 19 | 16 | 30 | 91 |
| Nada                                                                                    | - Vydáno: 27. listopadu 2024 - Vydavatelství: BPG, RVG, RCA                             | —  | —  | —  | —  | —  |
| "—" značí, že se nahrávka neumístila v hitparádách nebo v tomto území ani nebyla vydána |                                                                                         |    |    |    |    |    |

## Singly

### Jako hlavní umělec
| Název                                                                                   | Rok  | Umístění v hitparádách | Umístění v hitparádách | Umístění v hitparádách | Umístění v hitparádách | Umístění v hitparádách | Umístění v hitparádách | Umístění v hitparádách | Umístění v hitparádách | Umístění v hitparádách | Umístění v hitparádách | Certifikace | Album                              |
| Název                                                                                   | Rok  | US                     | US R&B /HH             | US Rap                 | AUS                    | CAN                    | DEN                    | IRE                    | NZ                     | SWE                    | UK                     | Certifikace | Album                              |
| --------------------------------------------------------------------------------------- | ---- | ---------------------- | ---------------------- | ---------------------- | ---------------------- | ---------------------- | ---------------------- | ---------------------- | ---------------------- | ---------------------- | ---------------------- | --- | ---------------------------------- |
| "Marilyn" (feat. Dominique LeJeune)                                                     | 2012 | —                      | —                      | —                      | —                      | —                      | —                      | —                      | —                      | —                      | —                      | | Must Be Nice                       |
| "Lady Killers" (feat. Hoodie Allen)                                                     | 2012 | —                      | —                      | —                      | —                      | —                      | —                      | —                      | —                      | —                      | —                      | | Must Be Nice                       |
| "Been On"                                                                               | 2013 | —                      | —                      | —                      | —                      | —                      | —                      | —                      | —                      | —                      | —                      | - RIAA: Gold | These Things Happen                |
| "Almost Famous"                                                                         | 2013 | —                      | —                      | —                      | —                      | —                      | —                      | —                      | —                      | —                      | —                      | - RIAA: Gold | These Things Happen                |
| "Tumblr Girls" (feat. Christoph Andersson)                                              | 2014 | —                      | 47                     | —                      | —                      | —                      | —                      | —                      | —                      | —                      | 98                     | - RIAA: Platinum | These Things Happen                |
| "Far Alone" (feat. Jay Ant a E-40)                                                      | 2014 | —                      | —                      | —                      | —                      | —                      | —                      | —                      | —                      | —                      | —                      | - RIAA: Platinum | These Things Happen                |
| "I Mean It" (feat. Remo)                                                                | 2014 | 98                     | 27                     | 20                     | —                      | —                      | —                      | —                      | —                      | —                      | —                      | - RIAA: 3× Platinum - BPI: Silver - IFPI DEN: Gold - MC: 2× Platinum                                                                        | These Things Happen                |
| "Lotta That" (feat. ASAP Ferg a Danny Seth)                                             | 2014 | —                      | 32                     | 21                     | —                      | —                      | —                      | —                      | —                      | —                      | —                      | - RIAA: Gold | These Things Happen                |
| "Me, Myself & I" (s Bebe Rexha)                                                         | 2015 | 7                      | 2                      | 1                      | 19                     | 9                      | 7                      | 15                     | 9                      | 4                      | 13                     | - RIAA: 7× Platinum - ARIA: 2× Platinum - BPI: 2x Platinum - GLF: 3× Platinum - IFPI DEN: 2× Platinum - MC: 6× Platinum - RMNZ: 2× Platinum | When It's Dark Out                 |
| "Order More" (feat. Starrah nebo Yo Gotti, Lil Wayne a Starrah)                         | 2016 | —                      | 40                     | —                      | —                      | —                      | —                      | —                      | —                      | —                      | —                      | - RIAA: Platinum - MC: Gold | When It's Dark Out                 |
| "Drifting" (feat. Chris Brown a Tory Lanez)                                             | 2016 | 98                     | 33                     | —                      | —                      | —                      | —                      | —                      | —                      | —                      | —                      | - RIAA: Platinum - MC: Gold | When It's Dark Out                 |
| "Some Kind of Drug" (feat. Marc E. Bassy)                                               | 2016 | 97                     | 36                     | 24                     | —                      | —                      | —                      | —                      | —                      | —                      | —                      | - RIAA: Platinum | When It's Dark Out                 |
| "Guala" (s Carnage feat. Thirty Rack)                                                   | 2017 | —                      | —                      | —                      | —                      | —                      | —                      | —                      | —                      | —                      | —                      | | Step Brothers EP                   |
| "Good Life" (s Kehlani)                                                                 | 2017 | 59                     | 29                     | 22                     | 23                     | 53                     | 27                     | 32                     | 21                     | 53                     | 53                     | - RIAA: Platinum - ARIA: Platinum - BPI: Silver - IFPI DEN: Gold                                                                            | The Fate of the Furious: The Album |
| "No Limit" (feat. ASAP Rocky a Cardi B)                                                 | 2017 | 4                      | 2                      | 2                      | 43                     | 7                      | —                      | 61                     | 21                     | 57                     | 45                     | - RIAA: 7× Platinum - ARIA: Platinum - BPI: Gold - IFPI DEN: Gold - MC: 4× Platinum - RMNZ: Gold                                            | The Beautiful & Damned             |
| "Him & I" (s Halsey)                                                                    | 2017 | 14                     | 7                      | 6                      | 10                     | 9                      | 10                     | 16                     | 17                     | 9                      | 22                     | - RIAA: 3× Platinum - ARIA: 2× Platinum - BPI: Platinum - GLF: Platinum - IFPI DEN: Gold - MC: 3× Platinum - RMNZ: Gold                     | The Beautiful & Damned             |
| "Sober" (feat. Charlie Puth)                                                            | 2017 | —                      | 49                     | —                      | —                      | 80                     | —                      | —                      | —                      | —                      | —                      | - RIAA: Gold - MC: Gold | The Beautiful & Damned             |
| "1942" (feat. Yo Gotti a YBN Nahmir)                                                    | 2018 | 70                     | 29                     | —                      | —                      | 90                     | —                      | —                      | —                      | —                      | —                      | - RIAA: Platinum - MC: Platinum | Uncle Drew                         |
| "Drop" (feat. Blac Youngsta a BlocBoy JB)                                               | 2018 | —                      | —                      | —                      | —                      | —                      | —                      | —                      | —                      | —                      | —                      | | Singly bez alb                     |
| "Rewind" (feat. Anthony Russo)                                                          | 2018 | —                      | —                      | —                      | —                      | —                      | —                      | —                      | —                      | —                      | —                      | | Singly bez alb                     |
| "West Coast" (s Blueface, Allblack a YG)                                                | 2019 | —                      | 37                     | —                      | —                      | 81                     | —                      | —                      | —                      | —                      | —                      | - RIAA: Gold | Beats (soundtrack)                 |
| "I Wanna Rock" (feat. Gunna)                                                            | 2019 | —                      | —                      | —                      | —                      | 79                     | —                      | —                      | —                      | —                      | —                      | | Scary Nights                       |
| "Still Be Friends" (feat. Tory Lanez a Tyga)                                            | 2020 | —                      | —                      | —                      | 79                     | 67                     | —                      | —                      | —                      | —                      | —                      | - RIAA: Platinum - MC: 2× Platinum | These Things Happen Too            |
| "Moana" (s Jack Harlow)                                                                 | 2020 | —                      | —                      | —                      | —                      | 72                     | —                      | —                      | —                      | —                      | —                      | - MC: Platinum | These Things Happen Too            |
| "Free Porn, Cheap Drugs"                                                                | 2020 | —                      | —                      | —                      | —                      | —                      | —                      | —                      | —                      | —                      | —                      | | Everything's Strange Here          |
| "Stan by Me"                                                                            | 2020 | —                      | —                      | —                      | —                      | —                      | —                      | —                      | —                      | —                      | —                      | | Everything's Strange Here          |
| "Everybody's Gotta Learn Sometime"                                                      | 2020 | —                      | —                      | —                      | —                      | —                      | —                      | —                      | —                      | —                      | —                      | | Everything's Strange Here          |
| "Nostalgia Cycle"                                                                       | 2020 | —                      | —                      | —                      | —                      | —                      | —                      | —                      | —                      | —                      | —                      | | Everything's Strange Here          |
| "Had Enough"                                                                            | 2020 | —                      | —                      | —                      | —                      | —                      | —                      | —                      | —                      | —                      | —                      | | Everything's Strange Here          |
| "Down" (feat. Latto)                                                                    | 2020 | —                      | —                      | —                      | —                      | —                      | —                      | —                      | —                      | —                      | —                      | | Singl bez alb                      |
| "Hate the Way" (feat. Blackbear)                                                        | 2020 | 71                     | 28                     | 23                     | —                      | 80                     | —                      | —                      | —                      | —                      | —                      | - MC: Gold | These Things Happen Too            |
| "Provide" (feat. Chris Brown a Mark Morrison)                                           | 2021 | 64                     | 24                     | 19                     | —                      | 90                     | —                      | —                      | —                      | —                      | 98                     | | These Things Happen Too            |
| "At Will" (feat. EST Gee)                                                               | 2021 | —                      | —                      | —                      | —                      | —                      | —                      | —                      | —                      | —                      | —                      | | These Things Happen Too            |
| "Running Wild (Tumblr Girls 2)" (feat. Kossisko)                                        | 2021 | —                      | —                      | —                      | —                      | —                      | —                      | —                      | —                      | —                      | —                      | | These Things Happen Too            |
| "Breakdown" (feat. Demi Lovato)                                                         | 2021 | —                      | —                      | —                      | —                      | —                      | —                      | —                      | —                      | —                      | —                      | | These Things Happen Too            |
| "Lady Killers II" (Christoph Andersson Remix)                                           | 2024 | —                      | 47                     | —                      | —                      | 60                     | —                      | 65                     | —                      | —                      | 79                     | | Singl bez alb                      |
| "Femme Fatale" (feat. Coi Leray a Kaliii)                                               | 2024 | —                      | —                      | —                      | —                      | —                      | —                      | —                      | —                      | —                      | —                      | | Freak Show                         |
| "Lady Killers III"                                                                      | 2024 | —                      | —                      | —                      | —                      | —                      | —                      | —                      | —                      | —                      | —                      | | Freak Show                         |
| "Anxiety"                                                                               | 2024 | —                      | —                      | —                      | —                      | —                      | —                      | —                      | —                      | —                      | —                      | | Freak Show                         |
| "Rock n Roll" (s Leony)                                                                 | 2024 | —                      | —                      | —                      | —                      | —                      | —                      | —                      | —                      | —                      | —                      | | Oldschool Love                     |
| "Vampires" (s Bahari)                                                                   | 2024 | —                      | —                      | —                      | —                      | —                      | —                      | —                      | —                      | —                      | —                      | | Helium                             |
| "Nada"                                                                                  | 2024 | —                      | —                      | —                      | —                      | —                      | —                      | —                      | —                      | —                      | —                      | | Helium                             |
| "Kiss the Sky"                                                                          | 2025 | —                      | —                      | —                      | —                      | —                      | —                      | —                      | —                      | —                      | —                      | | Helium                             |
| "Fight & Fuck"                                                                          | 2025 | —                      | —                      | —                      | —                      | —                      | —                      | —                      | —                      | —                      | —                      | | Helium                             |
| "—" značí, že se nahrávka neumístila v hitparádách nebo v tomto území ani nebyla vydána |      |                        |                        |                        |                        |                        |                        |                        |                        |                        |                        | |                                    |

### Jako vedlejší umělec
| "Lights and Camera" (Yuna feat. G-Eazy) | 2014 | —  | —  | —  | —  | —  | —  | —  | —  | —   |                                                                                         | Singly bez alb                          |
| "Fuck with U" (Pia Mia feat. G-Eazy) | 2015 | —  | —  | —  | —  | —  | —  | —  | —  | —   |                                                                                         | Singly bez alb                          |
| "You Don't Own Me" (Grace feat. G-Eazy) | 2015 | 57 | 1  | 42 | 45 | —  | 13 | 5  | 19 | 4   | - RIAA: Platinum - ARIA: 4× Platinum - BPI: Platinum - MC: 2× Platinum - RMNZ: Platinum | FMA                                     |
| "Exotic" (Quincy feat. G-Eazy) | 2015 | —  | —  | —  | —  | —  | —  | —  | —  | —   |                                                                                         | Singl bez alb                           |
| "Give It Up" (Nathan Sykes feat. G-Eazy) | 2016 | —  | —  | —  | —  | —  | —  | —  | —  | 54  |                                                                                         | Unfinished Business                     |
| "You & Me" (Marc E. Bassy feat. G-Eazy) | 2016 | 58 | —  | —  | 84 | —  | 66 | 10 | —  | 150 | - RIAA: Platinum - RMNZ: Platinum                                                       | Groovy People                           |
| "Make Me..." (Britney Spears feat. G-Eazy) | 2016 | 17 | 39 | 33 | 20 | 11 | 51 | —  | 80 | 42  | - RIAA: Platinum - MC: Gold                                                             | Glory                                   |
| "Over Again" (Quiñ feat. G-Eazy) | 2016 | —  | —  | —  | —  | —  | —  | —  | —  | —   |                                                                                         | Singl bez alb                           |
| "Fashion Week" (Wale feat. G-Eazy) | 2017 | —  | —  | —  | —  | —  | —  | —  | —  | —   |                                                                                         | Shine                                   |
| "Purple Brick Road" (Raekwon feat. G-Eazy) | 2017 | —  | —  | —  | —  | —  | —  | —  | —  | —   |                                                                                         | The Wild                                |
| "F.F.F." (Bebe Rexha feat. G-Eazy) | 2017 | —  | —  | —  | —  | —  | —  | —  | —  | —   |                                                                                         | All Your Fault: Pt. 1                   |
| "Say Less" (Dillon Francis feat. G-Eazy) | 2017 | —  | —  | —  | —  | —  | —  | —  | —  | —   |                                                                                         | Singl bez alb                           |
| "I'm On 3.0" (Trae tha Truth feat. T.I., Dave East, Tee Grizzley, Royce da 5'9", Curren$y, DRAM, Snoop Dogg, Fabolous, Rick Ross, Chamillionaire, G-Eazy, Styles P, E-40, Mark Morrison a Gary Clark Jr.) | 2017 | —  | —  | —  | —  | —  | —  | —  | —  | —   |                                                                                         | Tha Truth, Pt. 3                        |
| "Love a Loser" (Cassie feat. G-Eazy) | 2017 | —  | —  | —  | —  | —  | —  | —  | —  | —   |                                                                                         | Singl bez alb                           |
| "Reverse" (Vic Mensa feat. G-Eazy) | 2018 | —  | —  | —  | —  | —  | —  | —  | —  | —   |                                                                                         | Hooligans                               |
| "Down Chick Pt. II" Yhung T.O. feat. G-Eazy) | 2018 | —  | —  | —  | —  | —  | —  | —  | —  | —   |                                                                                         | Singl bez alb                           |
| "Girls Have Fun" (Tyga feat. Rich the Kid a G-Eazy) | 2019 | —  | 97 | —  | 95 | —  | —  | —  | —  | —   |                                                                                         | Legendary                               |
| "My Year" (Gashi feat. G-Eazy) | 2019 | —  | —  | —  | —  | —  | —  | —  | —  | —   |                                                                                         | Gashi                                   |
| "Wobble Up" (Chris Brown feat. Nicki Minaj a G-Eazy) | 2019 | —  | 46 | —  | —  | —  | —  | —  | —  | —   | - RIAA: Gold                                                                            | Indigo                                  |
| "Blank Marquee" (Yuna feat. G-Eazy) | 2019 | —  | —  | —  | —  | —  | —  | —  | —  | —   |                                                                                         | Rouge                                   |
| "W.A.N.T.S." (Global Dan feat. G-Eazy) | 2019 | —  | —  | —  | —  | —  | —  | —  | —  | —   |                                                                                         | Global Meltdown                         |
| "Throw Fits" (London On Da Track feat. G-Eazy, City Girls a Juvenile) | 2019 | —  | —  | —  | —  | —  | —  | —  | —  | —   |                                                                                         | Singly bez alb                          |
| "Wait for Me" (Carnage feat. G-Eazy, Wiz Khalifa a Prince George) | 2019 | —  | —  | —  | —  | —  | —  | —  | —  | —   |                                                                                         | Singly bez alb                          |
| "So Much Better" (Tinashe feat. G-Eazy) | 2019 | —  | —  | —  | —  | —  | —  | —  | —  | —   |                                                                                         | Songs for You                           |
| "Nadie Como Tú" (Amenazzy feat. G-Eazy) | 2019 | —  | —  | —  | —  | —  | —  | —  | —  | —   |                                                                                         | Singl bez alb                           |
| "Who You Loving?" (DreamDoll feat. G-Eazy a Rakhy) | 2020 | —  | —  | —  | —  | —  | —  | —  | —  | —   |                                                                                         | bude oznámeno                           |
| "Cruel Intentions" (Delacey feat. G-Eazy) | 2020 | —  | —  | —  | —  | —  | —  | —  | —  | —   |                                                                                         | Black Coffee                            |
| "2 Seater" (YBN Nahmir feat. G-Eazy a Offset) | 2020 | —  | —  | —  | —  | —  | —  | —  | —  | —   |                                                                                         | Visionland                              |
| "The End" (Kossisko feat. G-Eazy) | 2020 | —  | —  | —  | —  | —  | —  | —  | —  | —   |                                                                                         | Singly bez alb                          |
| "Bounce Back" (Rexx Life Raj feat. G-Eazy a Jay Anthony) | 2020 | —  | —  | —  | —  | —  | —  | —  | —  | —   |                                                                                         | Singly bez alb                          |
| "Share That Love" (Lukas Graham feat. G-Eazy) | 2020 | —  | —  | —  | —  | —  | —  | —  | —  | —   |                                                                                         | 4 (The Pink Album)                      |
| "She's Fire" (Diane Warren feat. G-Eazy a Santana) | 2021 | —  | —  | —  | —  | —  | —  | —  | —  | —   |                                                                                         | Diane Warren: The Cave Sessions, Vol. 1 |
| "Love Runs Out" (Martin Garrix feat. G-Eazy a Sasha Alex Sloan) | 2021 | —  | —  | —  | —  | —  | —  | —  | —  | —   |                                                                                         | Singl bez alb                           |
| "—" značí, že se nahrávka neumístila v hitparádách nebo v tomto území ani nebyla vydána |      |    |    |    |    |    |    |    |    |     |                                                                                         |                                         |

### Promo singly
| Název                                                                                   | Rok  | Umístění v hitparádách | Umístění v hitparádách | Certifikace      | Album                   |
| Název                                                                                   | Rok  | US Bub.                | US R&B /HH             | Certifikace      | Album                   |
| --------------------------------------------------------------------------------------- | ---- | ---------------------- | ---------------------- | ---------------- | ----------------------- |
| "You Got Me"                                                                            | 2015 | 23                     | 45                     | - RIAA: Platinum | When It's Dark Out      |
| "Still"                                                                                 | 2016 | —                      | —                      |                  | Singly bez alb          |
| "Bone Marrow" (feat. Danny Seth)                                                        | 2016 | 10                     | —                      |                  | Singly bez alb          |
| "Vengeance on My Mind" (feat. Dana)                                                     | 2016 | —                      | —                      |                  | Singly bez alb          |
| "Shake It Up" (feat. E-40, MadeinTYO a 24hrs)                                           | 2017 | —                      | —                      |                  | Singly bez alb          |
| "Get Mine" (feat. Snoop Dogg)                                                           | 2017 | —                      | —                      |                  | Singly bez alb          |
| "Special Love" (feat. Dakari)                                                           | 2017 | —                      | —                      |                  | Singly bez alb          |
| "Eyes Closed" (s Johnny Yukon)                                                          | 2017 | —                      | —                      |                  | Singly bez alb          |
| "Wave" (feat. Rexx Life Raj)                                                            | 2017 | —                      | —                      |                  | Nothing Wrong           |
| "Nothing Wrong"                                                                         | 2017 | —                      | —                      |                  | Nothing Wrong           |
| "Just Friends" (feat. Phem) (prod. Jono Dorr a Cecil MB)                                | 2017 | —                      | —                      |                  | Nothing Wrong           |
| "Get a Bag" (feat. Jadakiss)                                                            | 2017 | —                      | —                      |                  | Nothing Wrong           |
| "Endless Summer Freestyle" (feat. YG)                                                   | 2018 | —                      | —                      |                  | Singly bez alb          |
| "Angel Cry" (s Devon Baldwin)                                                           | 2020 | —                      | —                      |                  | Singly bez alb          |
| "Love Is Gone" (feat. Drew Love a Jahmed)                                               | 2020 | —                      | —                      |                  | Singly bez alb          |
| "A Little More" (feat. Kiana Ledé)                                                      | 2021 | —                      | —                      |                  | Singly bez alb          |
| "The Announcement (Sex Drugs & Rock and Roll)"                                          | 2021 | —                      | —                      |                  | These Things Happen Too |
| "Angel"                                                                                 | 2022 | —                      | —                      |                  | Singly bez alb          |
| "Tulips & Roses"                                                                        | 2023 | —                      | —                      |                  | Singly bez alb          |
| "Love You Forever"                                                                      | 2024 | —                      | —                      |                  | Freak Show              |
| "—" značí, že se nahrávka neumístila v hitparádách nebo v tomto území ani nebyla vydána |      |                        |                        |                  |                         |

## Další umístěné a certifikované písně
| "Let's Get Lost" (feat. Devon Baldwin)                                                  | 2014 | —  | —  | —  | —  | —  | - RIAA: Platinum | These Things Happen             |
| "Random"                                                                                | 2015 | 94 | 31 | —  | —  | —  | - RIAA: Platinum | When It's Dark Out              |
| "One of Them" (feat. Big Sean)                                                          | 2015 | —  | 38 | —  | —  | —  | - RIAA: Gold     | When It's Dark Out              |
| "Of All Things" (feat. Too Short)                                                       | 2015 | —  | —  | —  | —  | —  |                  | When It's Dark Out              |
| "Calm Down"                                                                             | 2015 | —  | 41 | —  | —  | —  | - RIAA: Platinum | When It's Dark Out              |
| "What If" (feat. Gizzle)                                                                | 2015 | —  | —  | —  | —  | —  |                  | When It's Dark Out              |
| "Everything Will Be OK" (feat. Kehlani)                                                 | 2015 | —  | —  | —  | —  | —  |                  | When It's Dark Out              |
| "The Plan"                                                                              | 2017 | 96 | 41 | 87 | 8  | —  | - RIAA: Gold     | The Beautiful & Damned          |
| "The Beautiful & Damned" (feat. Zoe Nash)                                               | 2017 | —  | —  | —  | —  | —  | - RIAA: Gold     | The Beautiful & Damned          |
| "Love Is Gone" (feat. Drew Love)                                                        | 2017 | —  | —  | —  | 10 | —  |                  | The Beautiful & Damned          |
| "Same Bitches" (Post Malone feat. G-Eazy a YG)                                          | 2018 | —  | —  | —  | —  | —  | - ARIA: Platinum | Beerbongs & Bentleys            |
| "Commando" (Logic feat. G-Eazy)                                                         | 2019 | —  | —  | —  | —  | —  |                  | Confessions of a Dangerous Mind |
| "All Facts" (feat. Ty Dolla Sign)                                                       | 2019 | —  | —  | —  | —  | 23 |                  | B-Sides                         |
| "Faithful" (feat. Marc E. Bassy)                                                        | 2021 | —  | —  | —  | —  | 33 |                  | These Things Happen Too         |
| "—" značí, že se nahrávka neumístila v hitparádách nebo v tomto území ani nebyla vydána |      |    |    |    |    |    |                  |                                 |

## Spolu umělec
| Skladba                            | Rok  | Umělec                                                | Album                             |
| ---------------------------------- | ---- | ----------------------------------------------------- | --------------------------------- |
| "Casanova"                         | 2012 | Hoodie Allen, Skizzy Mars                             | Crew Cuts                         |
| "Starlife"                         | 2012 | Jay Fay                                               | $$OOPS$$                          |
| "I Ain't Missin'"                  | 2014 | Doe B, Maino                                          | Píseň bez alb                     |
| "Old No. 7'"                       | 2014 | Jez Dior                                              | The Funeral                       |
| "When I Get Back"                  | 2014 | The Neighbourhood                                     | #000000 & #FFFFFF                 |
| "Gravity"                          | 2014 | The Code                                              | Píseň bez alb                     |
| "Time"                             | 2015 | Skizzy Mars, Olivver the Kid                          | The Red Balloon Project           |
| "90210"                            | 2015 | blackbear                                             | Deadroses                         |
| "Got It Like That (Eleven 11 Mix)" | 2015 | Pell                                                  | Píseň bez alb                     |
| "Queens (G-Eazy Remix)"            | 2015 | MisterWives                                           | Our Own House                     |
| "Forbes"                           | 2015 | Borgore                                               | Keep It Sexy                      |
| "Light This Bitch Up"              | 2016 | P-Lo, Jay Ant                                         | Before Anything – EP              |
| "This Is America"                  | 2016 | Parker Ighile                                         | Písně bez alb                     |
| "Wild Things" (G-Eazy Remix)       | 2016 | Alessia Cara                                          | Písně bez alb                     |
| "Mercedez"                         | 2016 | Riff Raff, J. Doe                                     | Peach Panther                     |
| "Party Jumpin' 2"                  | 2016 | J. Stalin, The Jacka                                  | On Behalf of the Streets 2        |
| "Pretty Girls"                     | 2016 | Mistah F.A.B., Raekwon, Carl Thomas                   | Son of a Pimp, Pt. 2              |
| "Always Wanted"                    | 2016 | PJ                                                    | Rare                              |
| "FDT Part 2"                       | 2016 | YG, Macklemore                                        | Píseň bez alb                     |
| "Tired of Talking (G-Eazy Remix)"  | 2016 | LÉON                                                  | Treasure – EP                     |
| "Lowkey"                           | 2016 | Rory Fresco                                           | Píseň bez alb                     |
| "Straight to the Point"            | 2016 | E-40, Ezale                                           | The D-Boy Diary: Book 1           |
| "Wicked"                           | 2017 | Mansionz                                              | Mansionz                          |
| "Sike!"                            | 2017 | Marty Grimes, P-Lo                                    | Cold Pizza                        |
| "Feel Good"                        | 2017 | P-Lo                                                  | More Than Anything                |
| "Ain't a Damn Thing Change"        | 2017 | Statik Selektah, Joey Badass, Enisa                   | 8                                 |
| "Hold On Me"                       | 2017 | Mozzy, YG, Lex Aura                                   | Fake Famous                       |
| "Same Bitches"                     | 2018 | Post Malone, YG                                       | Beerbongs & Bentleys              |
| "Machika (Remix)"                  | 2018 | J Balvin, Anitta, Sfera Ebbasta, MC Fioti, Duki, Jeon | Píseň bez alb                     |
| "Commando"                         | 2019 | Logic                                                 | Confessions of a Dangerous Mind   |
| "Who You Loving?"                  | 2020 | DreamDoll                                             | Píseň bez alb                     |
| "Yes We Can Can"                   | 2022 | Snoop Dogg, William Bell                              | Take Me to the River: New Orleans |
| "WDGAF"                            | 2023 | Dave East                                             | Fortune Favors the Bold           |
| "Vanilla Sky"                      | 2023 | Statik Selektah                                       | Round Trip                        |
| "Work Pt. 4"                       | 2024 | Ateez                                                 | Píseň bez alb                     |